# ジャン＝マルク・ルイサダ
ジャン＝マルク・ルイサダ（Jean-Marc Luisada, 1958年6月3日 - ）は、チュニジア生まれ、フランスのクラシック音楽のピアニスト。レパートリーは特にショパンを中心としたロマン派、その他にはモーツァルト、ハイドン、ベートーヴェン等。1985年のショパン国際ピアノコンクールで5位入賞。2005年に日本のテレビ番組「NHKスーパーピアノレッスン－ショパン編」（NHK教育テレビ）に講師として出演し、好評を博した。

## 来歴
ジャン＝マルク・ルイサダは1958年6月3日に、フランスから独立して間もないチュニジア共和国のビゼルトで生まれた。両親共に特に音楽を仕事としていた人ではなかった。2歳のときに南フランスガール県のアレスに一家で移住した。幼児の頃は言葉を話し始めるのが遅く、両親はとても心配した。3歳になってようやく言葉が出るようになったが、それ以前から音楽が大好きで、アルフレド・コルトーやヴィルヘルム・ケンプのレコード等にあわせて歌を歌っていた。
ピアノを習い始めたのは「遅くもなく早くもない」6歳のとき。ルイサダ自身の言によると、自分はまったく神童ではない普通の才能の子供であった。最初の先生は年配の女性で、ルイサダは後に彼女のことを「とても親切に見てもらいました」と回想している。先生は11歳のときにマルセル・シャンピとその助手ドゥニズ・リヴィエール（Denyse Rivière）に変わった。この二人の教えが「ルイサダの音楽の才能を決定づけた」とされる。ルイサダはアレスから毎週末パリに通い、シャンピとリヴィエールのレッスンを受けた。二人は共にイングランドのサリーにあるユーディ・メニューイン音楽学校で教えており、ルイサダは12歳のときに同音楽学校への入学を許された。全寮制のメニューイン音楽学校では頻繁にコンサートに行ったため、人前でアガることがなくなった。また、メニューイン本人だけでなく、ナディア・ブランジェ、マイケル・ティペット、ベンジャミン・ブリテン、モリス・ジャンドロン、ヴラド・ペルルミュテールと直接会うこともあったという。
その後、ルイサダは16歳のときパリ国立高等音楽・舞踊学校に入学し、ドミニク・メルレにピアノを、ジュヌヴィエーヴ・ジョワ＝デュティユーに室内楽を師事した。ルイサダの回想によると、メルレには「音について、その重さについて、音響効果について」学んだという。また、「メルレはコンサートにおいて職業的なピアニストが響かせるべきピアノの音がどのようなものかを私にわからせてくださった」とも語っている。1977年と1978年には、メルレとジョワ＝デュティユーのそれぞれから一等賞を得た。また、この頃（1978年）には、ニキタ・マガロフ、シャーンドル・ジェルジ、パウル・バドゥラ＝スコダ、ミウォシュ・マギンにも学び、薫陶を受けた。ルイサダは1981年に国立高等音楽学校を卒業した。29歳の時にはヨーロッパ、アメリカ、日本で演奏し、「傑出した才能」を持つピアニストとして新聞にも紹介された。1998年にRCAレッド・シール・レコーズと専属的な契約を結ぶ。2006年からパリ音楽学院「アルフレド・コルトー」の教員を務めている。

## コンクールとの関わり
以後、ソリストとして独り立ちするため、コンクールに挑戦する日々が続く。1983年（出典によっては1980年）にはイタリアのミラノ、スカラ座で開かれた若手ピアニストのためのディーノ・チアーニ記念コンクールで2等賞を受賞した。おおむね5年ごとにワルシャワで開催されるショパン国際ピアノコンクールには、1980年（第10回）と1985年（第11回）の2回、挑戦している。22歳で挑んだ1980年のコンクールは不本意な成績で終わった。ルイサダ自身の言葉によると「そのときの話はしないで。もう忘れたい、おぞましい記憶なんだから（笑）」とのことである。当時はまじめな風貌で没個性的であり、演奏もまた没個性的であったというのが後の自己評価である。ルイサダはまず、外見から自分を変えることを始め、猛練習を積み重ねた。1985年のショパン・コンクールでは5位に入賞した。前出のディーノ・チアーニ記念コンクール2等賞のピアニストとしては不遇な結果とされるが、ルイサダ自身はショパン・コンクールの結果が奇妙なことに気付き、後にはコンクールそのものに疑問を呈している。ルイサダが指摘する当時のショパン・コンクールの問題点は審査員に、現役で活躍するコンサート・ピアニストが少なすぎることである。ルイサダはこのことを、1956年のエリザベート王妃国際音楽コンクールの審査員を引き合いに出して説明している。

## 日本との関わり
ジャン＝マルク・ルイサダは、1984年に初めて日本を訪れた。ルイサダは、このときの異文化体験が自身にとって革命的な出来事であり、自己を劇的に変革するきっかけになったとしている。